# オリエントコーポレーション
株式会社オリエントコーポレーション（英: Orient Corporation）は、東京都千代田区に本社を置くみずほ銀行系（みずほフィナンシャルグループ）の大手信販会社（ショッピングクレジット・オートローン・クレジットカード）。「オリコ」は同社が発行するクレジットカードの「オリコカード」など、同社の正式なブランド名として用いられており、会社名を示す略称としても使われている。

## 概説
信販業界大手4社の一角を成し、販売信用・オートローンは業界トップである。特にオートローンでは最短30分程度で契約可否を行う審査ノウハウと、中古車ディーラーに営業社員を訪問させるフォロー体制があり、他社に1歩抜きん出たシェアを有する。2007年11月には楽天KCから旧国内信販事業のオートローン事業やショッピングローン事業等を譲受した。クレジットカードの有効会員数は2020年3月末時点で1,101万人である。MasterCardのプリンシパルメンバーであり、MasterCardブランドを主力にすると共にMasterCard Worldwideの国際理事として重要な役割を担っている。
旧第一勧業銀行（現在のみずほ銀行）との結びつきが強く、過払い金返還に伴う巨額の貸倒引当金と赤字を計上した2010年9月にはみずほフィナンシャルグループ（MHFG）が筆頭株主となり、持分法適用関連会社とされた。2015年9月末までに出資比率（議決権ベース）を現行の約22%から49%までに引き上げ、ビッグデータの共同活用等を行い、新たにカード事業を中心とした決済事業分野での連携を強化する方針を執った。みずほ銀行のATMに掲示されている使用可能クレジットカードの表記では、みずほと資本的結びつきが強いユーシーカード（UC）とクレディセゾン（セゾンカード）と並び、他のカード会社と比較して大きく表記されている。
社名のオリエント(Orient)は東洋の英語読みである。古代オリエント博物館の運営は同社である。オリエントという名前は一般的に日本の高度経済成長期において使われた単語であり、著名企業ではオリエント・リース（現:オリックス）、オリエンタルランド、オリエンタル (食品メーカー)などが同じ語句を使用しているが資本的な関係はない。

## 経営改革
2006年度は同業他社が早期に改革に乗り出す中、ギリギリまで黒字を計上する見通しであったが、貸金業法改正によるグレーゾーン金利廃止などの要因から2007年3月期決算で4579億円の赤字に陥る見通しとなっている。これにより大幅な改革に乗り出す構えであり、債務超過回避と経営改革の資金調達の為、みずほグループにグループ会社化を前提として同グループを中心に総額2,900億円の資本増強の実施を要請している。また、経営体質を強化する為に今後5年間で営業拠点を半減させると共に社員を1,300人削減し、本社ビル（麹町ミレニアムガーデン）の区分所有権を森ビルへ売却した(2014年に野村不動産のファンドが取得している)。
経営改革は同業の三菱UFJニコスやアプラスも乗り出すことを発表しており、みずほグループ入りを踏まえた今後の改革に期待されるが発表された経営改革が割賦販売中心で新味に欠けているとの批判も多い。
2007年3月期に債務超過に陥ったことから、上場について東証1部から2部に指定替えとなった。そして、資本欠損の填補のために、2007年5月2日に、資本金の減少を行った上で、債務の株式化とみずほグループ・伊藤忠商事等を割当先とする第三者割当増資を実施した。それに伴い、株式併合と単元株式数の変更を行なった。同年6月28日に、減資と増資によって生じた資本準備金と剰余金を欠損填補に充当する措置を実施した。
2008年からみずほ銀行による支援が開始されたが経営再建を果たせず、2010年9月にはみずほフィナンシャルグループが持ち株比率を27％に引き上げ、筆頭株主となった。オリエントコーポレーションの社長、会長には、歴代旧第一勧業銀行出身者が就いていた。

### 不祥事
2003年に暴力団構成員が同社支店勤務の社員に顧客リストを持ち出させ、オリコ側に金銭要求した恐喝未遂事件が発生。同年3月にリストを持ち出した社員は窃盗容疑で逮捕され懲戒解雇、暴力団構成員も恐喝容疑で逮捕された。その後、内部関係者が持ち出した情報を基に金銭を要求する類似事件としてYahoo! BB顧客情報漏洩事件やKDDI顧客情報流出事件、ベネッセ個人情報流出事件などが発生している。
2003年より悪質リフォーム業者が十分な判断能力が無い高齢者に対して訪問販売で持ち掛けた高額なリフォーム工事に対して、あっせんを受けたオリコなど信販各社が慎重な契約確認などをせず高額な契約を締結させた結果、手抜き工事や工事自体を実施していない契約不履行・詐欺状態にあるにもかかわらず被害者がローンの返済を行わなくてはならなくなるという「リフォーム詐欺事件」が2006年に表面化した。契約者の返済が滞ると家屋を差押えられたり、団体信用生命保険が付保されるなどバブル期の変額保険問題を彷彿とさせる事件であり、なりふり構わず貸し付ける杜撰な審査体制であるとマスメディア（テレビ朝日系列「ワイド!スクランブル」など）で酷評された。なお、オリコはこの報道がされる1年前には率先してこのような行為を行っていた有限会社富士商や類似業者に対して契約解除を行っている。2008年の割賦販売法抜本的な見直し（支払見込可能額の設定・高額の生活耐久消費財には丁寧な審査を行い、返済能力を確認する旨）改正の起因となった。
2012年12月から開始された金融庁の調査により、みずほ銀行暴力団融資事件が明らかとなった。
これはオリコのキャプティブローンにおいて、申込者が暴力団関係者であることのチェックをすり抜けて信用保証を引き受け、みずほ銀行がオリコの信用保証とあっせんを基に自動車購入資金を融資した件数が230件・融資額2億9千万円あったとされるもので、2013年9月27日にみずほ銀行に対し金融庁から業務改善命令が出された。問題となった融資のうち返済不能となった147件、計約1億8000万円はオリコがみずほ銀行に対し代位弁済していた。
同年10月15日齋藤雅之社長を委員長とする反社態勢強化委員会及び特別調査部会が設置され、16日には、みずほ銀行とデータベース強化のためシステムを接続するなどの再発防止策をまとめた報告書を経済産業省に提出した。また2014年1月には、同省から割賦販売法に基づき業務改善命令が発動された。

## グループ会社

### 連結子会社
- 株式会社オリエント総合研究所
- 株式会社オリコエステート
- 株式会社オリコ ビジネス＆コミュニケーションズ
- オリファサービス債権回収株式会社
- 株式会社甲南チケット
- 株式会社システムオリコ
- 株式会社スタッフオリコ
- 日本債権回収株式会社
- 株式会社ビジネスオリコ
- 株式会社ホロニック
- 株式会社CAL信用保証
- 株式会社オリコフォレントインシュア
- 株式会社オリコプロダクトファイナンス

### 持分法適用関連会社
- 伊藤忠オリコ保険サービス株式会社
- 株式会社オリコオートリース
- 株式会社オリコビジネスリース
- 株式会社JCM

## 沿革
- 1951年3月 - 現在の法人格である会社（オリエントファイナンス）の設立。
- 1954年12月 - 協同組合広島クーポン設立。
- 1961年8月 - 広島信用販売株式会社設立。協同組合広島クーポンと業務提携し、融資事業を開始。
- 1967年5月 - 広島信用販売株式会社が広島信販株式会社に改称。
- 1974年
  - 4月 - 株券額面変更目的で、株式会社オリエントファイナンスが広島信販株式会社を吸収合併（実質上の存続会社である広島信販の事業を承継）。
  - 10月 - 広島証券取引所上場。
- 1976年10月 - 大阪証券取引所市場第二部上場。
- 1977年
  - - 国内初の全国で利用可能な広域型クレジットカードを発行
  - 7月 - 本社を広島から東京都新宿区へ移転。
  - 10月 - 東京証券取引所市場第二部上場。
- 1978年4月 - 東京都豊島区東池袋のサンシャイン60へ移転。
- 1979年9月 - 東京証券取引所、大阪証券取引所市場第一部指定。
- 1981年 - MasterCard Internationalと提携。
- 1985年 - 信販会社系初のシンクタンク オリエント総合研究所設立。遅延損害金累積請求開始。
- 1988年 - JCB、Diners Club、UC VISA/Masterの各ブランド提携カード発行。
- 1989年10月 - オリエントコーポレーションに改称。当初、一般向けのCMでは「オリエントと呼んでください」とうたっており、「オリエント」をモチーフにした歌詞のないサウンドロゴまであったが、株式市場での略称のオリコが次第に浸透した事により、1992年頃から一般向けや加盟店向けにもオリコで通すようになり、ロゴも「Orient」から「Orico」に置き換えられた。
- 1993年11月 - 特定債権法に基づき業界初の債権の流動化を実施。
- 1999年 - 国内初のサービサーである、日本債権回収株式会社を設立し債権回収業に参入。
- 2000年4月 - 千代田区麹町5丁目2番地1に竣工した麹町ミレニアムガーデンオフィスタワーを一棟所有（区分所有）し、本社ビルとする。
- 2001年 - カード会員数が1000万人を突破。
- 2003年
  - 3月 - 暴力団構成員が元社員に顧客リストを持ち出させ、オリコ側に金銭要求した恐喝未遂事件が発覚。
  - 6月 - リボルビング払い専用型カード「Orico MasterCard UPty（アプティ）」発行。
- 2004年6月 - リボルビング払い専用カード型初のゴールドカード「Orico Gold MasterCard UPty」の発行開始。
- 2005年
  - 2月 - 伊藤忠商事が発行済み株式取得及び第三者割当増資の引受で21%の株式を取得、筆頭株主となる。
  - 4月 - みずほ銀行の個人向け無担保ローン保証事業をユーシーカードから承継。
- 2006年
  - 4月 - ユーシーカードが分割した個人向け無担保ローン保証事業を承継[17]。
  - 9月 - プライバシーマークの認証取得。
  - 10月 - サムニングループや有限会社富士商（大田区）などによるリフォーム詐欺において、オリコの杜撰な審査体制が発覚。
- 2007年
  - 3月28日 - 約4,500億円の最終赤字を計上し債務超過に陥る見通しとなったことから抜本的改革を発表。
  - 4月 - セントラルファイナンス青森が分割した信用保証事業を承継。
  - 5月2日 -1,400億円の債務株式化(第一回I種優先株式)と1,500億円の優先株式発行(第一回J種優先株式)及び減資を実施して債務超過を解消。
  - 6月4日 - 普通株式を2→1株へ、優先株式(A種-H種)を10→1株へと株式併合。
  - 8月1日 - 東京証券取引所、大阪証券取引所市場第二部へ指定替え。
  - 11月 - 楽天KC株式会社が分割した信用保証・ショッピングクレジット・自動車ローン部門を承継。
- 2010年9月 - みずほ銀行及びみずほコーポレート銀行がB〜H種優先株式を全て普通株式へ転換し、みずほFGの持分法適用関連会社となった。
- 2011年
  - 2月 - 第一回I種優先株式の普通株式への取得請求権を解除。
  - 3月17日 - 東京証券取引所市場第一部へ指定替え。
  - 5月27日 - 大阪証券取引所上場廃止。
- 2013年
  - 10月23日 - 新ポイントサービス『オリコポイント』の提供開始。
- 2014年
  - 6月 - 年会費無料で還元率の高いクレジットカード『Orico Card THE POINT』の募集を開始。
- 2015年
  - 6月 - スマートフォン用無料アプリ『オリコポイントゲートウェイアプリ』の提供開始。
  - 7月31日,8月10日 - 第一回J種優先株式の全てについて、普通株式への取得請求権が行使された。
- 2016年
  - 8月5日 - 株価指数『JPX日経インデックス400』への新規採用が公表された。
  - 10月 - 『Orico Card THE PLATINUM』の募集を開始。
- 2017年
  - 1月27日 - みずほ銀行と提携した『みずほマイレージクラブカード/THE POINT』の募集を開始。
  - 1月31日 - 当期末において11期ぶりに復配をすると発表。
  - 6月27日 - 第一回I種優先株式140,000,000株のうち70,000,000株を消却。
  - 10月 - リクルート系家賃保証会社を買収しオリコフォレントインシュアへと社名変更。
- 2022年
  - 3月31日 - オートリ全株式をイチネンホールディングスへ譲渡[18][19]。
- 2024年
  - 3月25日 - イオンフィナンシャルサービスからイオンプロダクトファイナンス全株式を取得した上で、イオンプロダクトファイナンスの商号をオリコプロダクトファイナンスに変更[20][21][22]。

## 加盟する信用情報機関
クレジットカードなどの信用審査を行うために、以下の信用情報機関に加盟している。
- 株式会社シー・アイ・シー (CIC)

- 株式会社日本信用情報機構 (JICC)

## クレジットカード

### 国際ブランド
MasterCardのプリンシパルメンバーであり、MasterCardブランドを主力にすると共にMasterCard Worldwideの国際理事として重要な役割を担っている。また、VISAに関してはユーシーカード株式会社の発行権を利用していたが、現在は発行権を取得している。さらに株式会社ジェーシービーとブランド開放提携によるJCBのクレジットカードも発行している。一時期一般カードはMasterCardブランドのみ募集していたが、2014年現在はVISA・JCBブランドの募集も再開されている。
また、シティカードジャパン株式会社が発行する提携カードである「オリコダイナースカード」も存在するが、表立つ新規募集はなされていない。

### 主なプロパーカード
国際ブランド付きオリコカード（提携カードを含む）には、「海外旅行傷害保険」・「国内旅行傷害保険」・「紛失・盗難保障」・「シートベルト傷害保険」・「ショッピングガード」の各種保障・保険サービスが付帯する。ゴールドカードでは保障内容が拡充されている。
- オリコ一般カード - 年会費1,312円
- オリコUpty - リボルビング払い専用カード。次年度年会費1,312円（年1回以上のショッピング利用で無料）

- デザインカード

「Orico Card iD×QUICPay」をはじめ、個性的なデザインと機能を備えた一般カードもしくはUptyに準ずるカードを発行している。
- オリコゴールドカード
  - The Gold - 年会費10,500円、空港ラウンジ利用可能、暮らスマイルステージは120から設定されている。
  - i Gold - 年会費3,150円、空港ラウンジ利用不可、暮らスマイルはステージ60から設定されている。1999年から募集されている低価格ゴールドカードの趨り。
  - Gold Upty - 年会費5,250円、暮らスマイルはステージ60から設定されている。リボ払い専用カードであるがThe Goldと同等のサービスが受けられる。2004年から募集開始。
  - Premium Gold id - 年会費1,980円、空港ラウンジ利用不可、暮らスマイルはステージ60から設定されている。iDがカードに搭載されており、グルメぴあとリゾートソリューションのえぶりコライフサポート倶楽部会員として優待が受けられる。2008年10月からMasterCardと、12月から同社ゴールドカード初のJCBブランドで募集開始。

- EX Gold for Biz - 年会費2,200円。個人事業主向けの「for Biz S」と、法人代表者向けの「for Biz M」の2種類がある。[24]

### 主な提携カード
現在発行している主な提携カードは以下の種類である。詳細は、公式サイトを参照のこと。
エンターテイメント系
- 「animate（アニメイト） クレジットカード」
- 「Kinokuniya BOOK/WEB カード（紀伊國屋書店）」
- 「Koda Kumi MasterCard（倖田來未カード）」
- 「RAG FAIRカードMasterCard」
- 「turbo MAXIMUM Card（西川貴教）」
- 「高見沢俊彦のロックばんカード」
- 「ベルばらカード」
- 「ヤッターマンカード」
- 「らき☆すたMasterCard UPty」
- 「デッド オア アライブ DOA 10th ANNIVERSARY CARD」
- 「ストライクウィッチーズカード」
- 「魔法少女まどか☆マギカMasterCard UPty」
- 「ブシロードカード」

自動車系
- 「イエローハットカード」
- 「オートウェーブカード」
- 「オートバックス ザ・カード」
- 「ブリヂストン カーライフサポートカード」
- 「ロータスカード」

旅行系
- 「SRS PLUS カード（ニッポンレンタカー）」
- 「スカイウォーカーカード (H.I.S)」
- 「たびかカード」（日本通運（日通旅行））

ショッピング系
- 「COCOEカード」
- 「JRタワースクエアカード」（JR北海道）
- 「サンコーファミリーカード」
- 「スーパードラッグアサヒメンバーズカード」
- 「フジタコーポレーションスペシャルカード」
- 「フタバロイヤルカード」（フタバ図書）
- 「ペットのコジマカード」
- 「マツモトキヨシカード」
- 「Unidyカード」
- 「カワチグループカード」（カワチ薬品）

家電量販店系
- 「エディオンカード」（デオデオ及び2011年4月以降の石丸電気、エイデン、ミドリ電化発行分）
- 「コジマクレジット＆ポイントカード」（旧称は「コジマカード」、2018年にリニューアルし現在の名称へ。）
- 「ジョーシンクレジットカード」

住宅系
- 「グッドライフカード」

プロバイダー系
- 「@niftyPOWERカード・@nifty常時安全カード」

スポーツ系
- 「BARCLAYS Premier League-Orico MasterCard（プレミアリーグ提携）」
- 「FC岐阜OFFICIALCARD（FC岐阜提携）」
- 「M Card」（千葉ロッテマリーンズ提携）
- 「Orico Manchester United MasterCard（マンチェスター・ユナイテッド提携）」
- 「PRIDEsupporterカード」

社会貢献系2010.8.23現在
- 「Gift of Life Card UPty」
- Gacktプロデュース「Save Our Dearsカード」
- 「MOTTAINAIカード（伊藤忠商事提携）」
- 「STOP AIDS CARD」
- 「赤い羽根カード」
- 「古代オリエント博物館カード」
- 「しんくみピーターパンカード」
- 「赤十字オリコカード」
- 「日本野鳥の会カード」日本初の社会貢献系カード
- 「日本動物愛護協会カード」
- 「パピーウォーカーカード」
- 「ピンクリボンカード」
- 「ボーイスカウトカード」

その他
- 「学研ファミリーカード、学研教室カード」
- 「公立共済メンバーズカード」
- 「タミヤカード」
- 「モンテカード（モンテローザ）」
- 「ワタミふれあいカード」
- 「みずほマイレージクラブ The POINT」

### 非接触ICカード機能
オリコクワトロカード非接触ICカード通信技術を内蔵しており、一部のマンスリーマンションやビジネスホテルの電子鍵として使用できる。
MasterCardコンタクトレス浦安市にあるショッピングモールイクスピアリとの提携カード「イクスピアリカード」などで、MasterCardが推進する非接触決済サービスに対応している。
iD/QUICPay
Premium Gold iDやデザインカードの一部にiDまたはQUICPayが搭載されている。
2009年4月から募集開始の「JRタワースクエアカードカードiD QUICPay」ではプラスチックカード上のFelicaでは国内初のiDとQUICPayの両方の決済ブランド搭載され、2010年11月にはプロパーに準拠するデザインカードにおいても「Orico Card iD×QUICPay（JCB）」が募集開始されている。
Kitaca
2009年4月から募集開始の「JRタワースクエアカード Kitaca」においてJR北海道のKitacaが搭載されている。内蔵kitacaへのクレジットチャージはJR北海道のみどりの窓口における手続のみ。
長崎スマートカード
ココカラーカードに搭載。
エヌタスTカード
長崎自動車グループでのIC交通乗車機能搭載。オートチャージ対応。